# Sefsáven
Sefsáven (arab شفشاون; nyugati nyelvekre átírva: Chefchaouen) kisváros Marokkó északi részén, az azonos nevű tartomány legfőbb települése.
A Rif-hegységben kb. 550–600 méter tszf. magasságban fekszik. A hagyományos kék-fehérre festett házairól a "kék város" becenevet kapta.

## Vallás
A lakosság zömmel szunnita hitű muszlim.
A város fontos vallási örökséggel rendelkezik: 2020 táján 20 mecset és imaház, 11 zaouïa (a szúfikhoz kötődő épület) és sok mauzóleum. Ezzel megkapta az El-Medina Esz-Szaliha (a szent város) nevet.

## Látnivalók
A városban 
- A medina a sikátoraival
- A kicsi kaszba (erőd) a Néprajzi Múzeummal együtt
- Plaza Uta el-Hammam (a főtér)
- A fő téren két hammam (helyi fürdő) található, ahol autentikus marokkói élményben lehet a látogatónak része
- A Nagy Mecset
- A Spanyol Mecset, körülbelül 2 km-re a történelmi városközponttól.
- A souk (piac)